# Tubercolo
Il tubercolo è una piccola sporgenza anomala che si evidenzia nell'osso, o un piccolo nodulo presente normalmente nell'individuo. 

## Tipologia
Sono state individuati e studiati numerosi tipologie di tubercoli:
- Tubercolo auricolare o tubercolo di Darwin, si trova al bordo dell'elice dell'orecchio.
- Tubercolo di Morgagni, si ritrova nell'areola mammaria nei soggetti femminili.
- Nella tubercolosi il tubercolo è detto anche tubercol-oma = ascesso tubercolare